# Frederick Joseph Moss
Pour les articles homonymes, voir Moss.
 (août 2019).
Si vous disposez d'ouvrages ou d'articles de référence ou si vous connaissez des sites web de qualité traitant du thème abordé ici, merci de compléter l'article en donnant les références utiles à sa vérifiabilité et en les liant à la section « Notes et références ».
Frederick Joseph Moss est un homme politique néo-zélandais, né à Longwood sur l'île Sainte-Hélène, probablement en 1827 ou 1828 et mort à Auckland le 8 juillet 1904.

## Biographie
Fils de Sarah Britton et de père inconnu, il fait ses études primaires à l'école de la Compagnie des Indes Orientales qui à l'époque administre l'île. À l'âge de 13 ans, il est envoyé pour travailler auprès de son oncle commerçant à Port Elizabeth, en Afrique du Sud. Il rentre à Saint Hélène en 1847. En 1854, il épouse Emily Ann Carew avec qui il retourne en Afrique du Sud pour s'installer en tant que fermier, dans la province du Natal. À la suite d'une première récolte détruite par une invasion de criquets, il décide finalement d'émigrer en Nouvelle-Zélande.
Il débarque avec sa femme et ses trois enfants à Port Lytlleton près de Christchurch le 12 novembre 1859. Il s' y installe en tant que quincaillier jusqu'en 1862, date à laquelle il revend son affaire pour partir vers la province d'Otago, attiré par la découverte d'or. Il s'y lie d'amitié avec Thomas Dick un politicien local. Il tente avec lui quelques affaires sans lendemain dont la fondation d'un quotidien l'Otago Daily Mail qu'il revend trois mois plus tard.
En mai 1863, Moss est élu représentant de Dunedin au Conseil Provincial d'Otago, où il assume les fonctions de Trésorier et de responsable des travaux publics. À ce titre, il lance en 1865 la construction des Chemins de Fer d'Otago mais perd la même année les élections pour le renouvellement du Conseil.
Il se rend alors aux Fidji pour tenter l'aventure du coton dont les prix ont fortement augmenté depuis le début de la guerre de sécession. Il achète des terres dans le sud-est de Viti Levu et y installe avec l'aide de son beau-frère une plantation. Un ouragan et une santé chancelante font échouer ses projets et l'oblige fin 1869 à rentrer en Nouvelle-Zélande. Il emménage à Auckland où il devient un temps journaliste pour le New Zealand Herald. Grâce à l'appui de son ami Thomas Dick, fervent partisan du gouverneur Grey, Moss se fait élire à la Chambre des Représentants chargé plus précisément de l'Éducation publique. Favorable à une réduction des dépenses publiques, on dirait aujourd'hui que Moss était d'idéologie libérale. Il prend également position durant sa mandature, pour la mise en place du suffrage universel, bien que fermement opposé au droit de vote des femmes.
Lassé des intrigues politiques du microcosme wellingtonien, il démissionne en 1889 de sa fonction de parlementaire pour accepter celui moins prestigieux à ses yeux de Résident Britannique du royaume de Rarotonga qui devient un an après la Fédération des Îles Cook. Il y met en place un système éducatif concurrent de celui des missionnaires de la London Missionary Society avec qui il aura des relations orageuses. C'est du reste l'une des raisons de son échec à créer tribunal foncier, échec qui conduira la nouvelle majorité au pouvoir à Wellington à le remplacer en 1899 par Walter Edward Gudgeon. De retour à Auckland, il participe à des périodiques rédigeant quelques brûlots à l'encontre de la politique de son successeur aux îles Cook. En 1901, il condamne l'annexion de l'archipel, estimant que cela risquait d'impliquer des coûts trop exorbitants pour la Nouvelle-Zélande.
Franc-maçon notoire et auteur prolifique, on lui doit outre ses nombreux articles une demi-douzaine d'essais politiques ou historiques tels que, A planter experience in Fiji (1869), Through atolls and islands in the great south sea (1889), A school history of New Zealand (1889) et Notes on political economy from the colonial point of view (1897). Il décède à Auckland le 8 juillet 1904.